# Biruang
Biruang (Helarctos) – rodzaj ssaków drapieżnych z podrodziny Ursinae w obrębie rodziny niedźwiedziowatych (Ursidae).

## Zasięg występowania
Rodzaj obejmuje jeden żyjący współcześnie gatunek występujący w południowej i południowo-wschodniej Azji.

## Morfologia
Długość ciała 100–150 cm, ogona około 3–7 cm; masa ciała 30–80 kg.

## Systematyka
Rodzaj zdefiniował w 1825 roku amerykański przyrodnik Thomas Horsfield w artykule na temat nowego gatunku niedźwiedzia opublikowanym na łamach „The Zoological Journal”. Na gatunek typowy Horsfield wyznaczył (oryginalne oznaczenie) biruanga malajskiego (H. malayanus).

### Etymologia
- Helarctos (Helarctus): gr. ελη elē ‘słoneczne ciepło’; αρκτος arktos ‘niedźwiedź’[8].

### Podział systematyczny
Do rodzaju należy jeden występujący współcześnie gatunek:
- Helarctos malayanus (Raffles, 1822) – biruang malajski

Opisano również plejstoceński wymarły gatunek z Azji:
- Helarctos namadicus (Falconer & Cautley, 1868)